# Славчо Чернишев
Славчо Иванов Чернишев е български писател.

## Биография
Роден е в град Попово на 3 юли 1924 г. В периода 1945 – 1951 г. учи в Софийския университет „Славянска филология“ и „Философия“. От 1945 г. е коректор в издателство „Наркоиздат“. На следващата година става уредник на списание „Жената днес“ и вестник „Стожер“. Между 1952 и 1953 г. е редактор във вестник „Литературен фронт“.
Първото си стихотворение публикува през 1941 година. По негов сценарий е направен филмът „Вятърната мелница“.

## Творби
- „Земя и небе“ (1952)
- „Поема за летеца“ (1954)
- „Зад синия далечен океан“ (1955)
- „Неспокойно сърце“ (1955)
- „Вятърната мелница“ (1957)
- „Морето“ (1957)
- „Капитан Леванти“ (1960 г.)
- „Созополски разкази“ (1963)
- „Стихове“ (1965)
- „Ветрове, пясъци и звезди“ (1966)
- „Стихотворения“ (1966)
- „Отвъд хоризонта“ (1968)
- „Корабни дневници“ (1972)
- „Лунните острови“ (1980)